# Loco fin de semana
Loco fin de semana es una película mexicana de comedia estrenada en 2019, dirigida y escrita por Kristoff Raczyñski. Cuenta con las actuaciones de Christian Vazquez, Oswaldo Zárate, Giovanna Romo, Juan Pablo Castañeda, Pascacio López, Juan Pablo Gil y Ricardo Margaleff.

## Argumento
Fede (Christian Vázquez) está muy triste porque terminó con su novia Mariana, sus amigos Memo (Oswaldo Zárate ) y Carlos (Juan Pablo Castañeda ) buscan animarlo para que le de vuelta a la página y salga así de su depresión. Como todo buen amigo macho alfa lomo plataedo le dicen que la solución es conocer a más mujeres y chance así conozca al amor de su vida. Lo que no se imaginan es que su gran idea los meterá en un gran problema. Una fiesta épica está por comenzar.

## Reparto
- Christian Vázquez como Fede "El Pervertido".
- Oswaldo Zárate como Memo "El Jarioso".
- Juan Pablo Castañeda como Carlos "El Traumas".
- Alejandra Toussaint como Alejandra.
- Giovanna Romo como Pau "La Metiche".
- Reynaldo Rossano como Harry "El Exótico".
- Juan Pablo Gil como El Príncipe.
- Mauricio Barrientos como El Diablito.
- Ricardo Margaleff como El Doc.

## Recepción
La película recibió un porcentaje de 25% por parte de la crítica en Tomatazos, por lo que se considera podrida. Varios críticos la han llamado de lo peor del 2019 como Erick Estrada que la citó como una "sexy comedia mexicana con sus peores vicios" mientras la comparaba desfavorablemente con ¿Qué pasó ayer? de Todd Phillips al recalcar su falta de discurso visual; y así como el equipo de ZoomF7, conformado de cineastas y críticos, que de igual la recalcan como "una película de ficheras, una sexi-comedia atrapada en el 2019" al referirse al fallido apartado técnico y, sobre todo, que las excusas del director respecto a la falta de presupuesto no justifica el mal guion que no desarrolla bien a sus personajes y a su historia. El crítico Rubén Martínez Pintos incluso la llama entre lo peor de la década por sus "actuaciones rancias, dirección prácticamente nula y un guion aún más invisible que no cuenta nada y que no produce carcajadas, solo pena ajena." Y se destaca lo comentado por el director Ángel M. Huerta sobre la falta de congruencia entre las intenciones sobre la realización de la película y las acciones del director al comentar como si "aplicó para recibir ese mismo incentivo que tanto critica pero le fue negado en distintas ocasiones".